# Lake of the Woods (California)
Lake of the Woods, es un lugar designado por el censo ubicado en el condado de Kern en el estado estadounidense de California. En el año 2000 tenía una población de 833 habitantes y una densidad poblacional de 91.5 personas por km².

## Geografía
Lake of the Woods se encuentra ubicado en las coordenadas 34°49′N 118°59′O / 34.817, -118.983. Según la Oficina del Censo, la localidad tiene un área total de 9,1 km² (3,5 mi²), de la cual 9,1 km² (3,5 mi²) es tierra y 0,1 km² (0 mi²) (0%) es agua.